# Coryphopterus dicrus
Coryphopterus dicrus är en fiskart som beskrevs av Böhlke och Robins, 1960. Coryphopterus dicrus ingår i släktet Coryphopterus och familjen smörbultsfiskar. Inga underarter finns listade i Catalogue of Life.